# Années 350
Les années 350 couvrent la période de 350 à 359.

## Événements
- Vers 350 : 

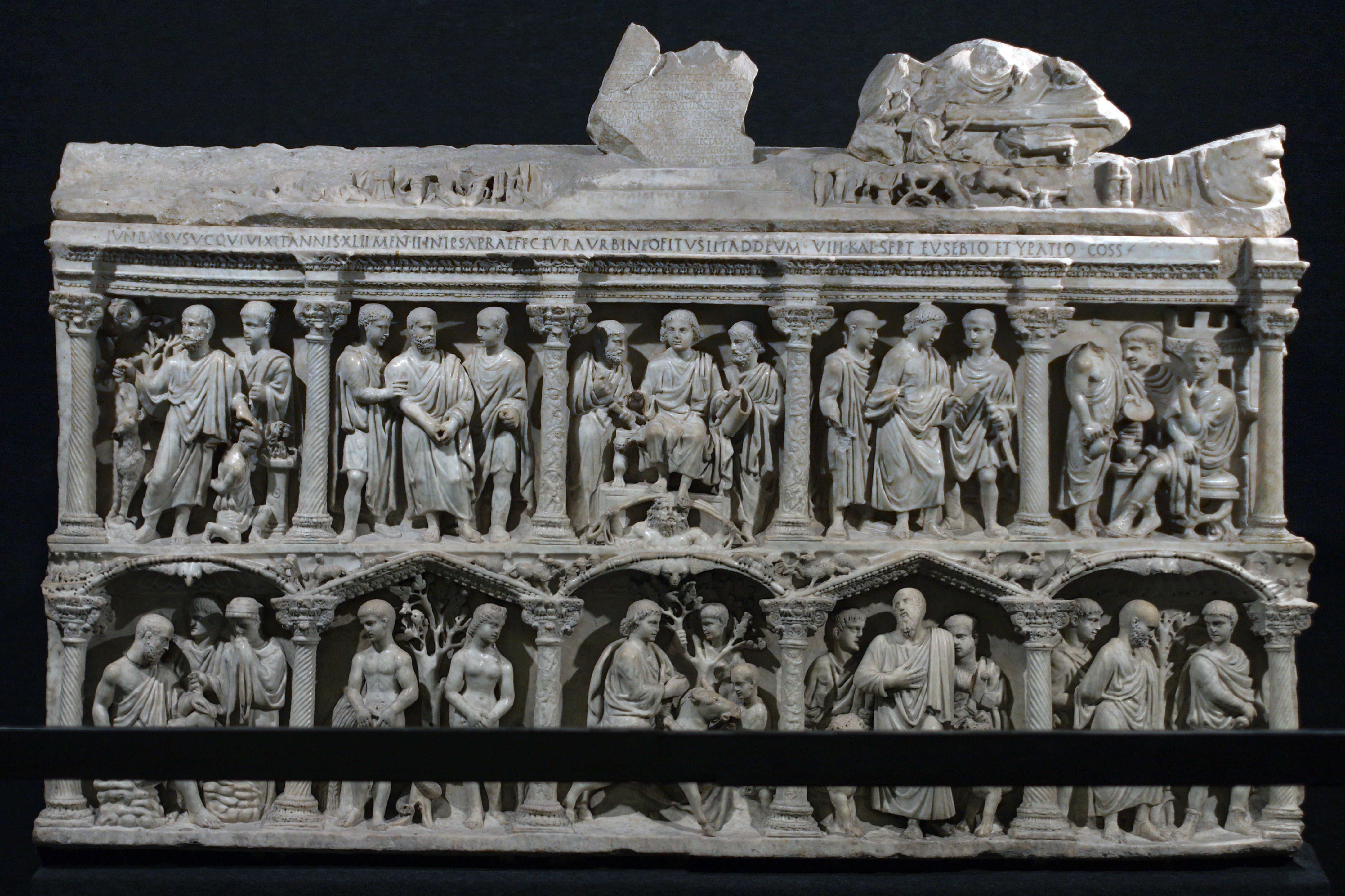
Sarcophage de Junius Bassus, mort en 359.

  - les Huns (Chionites ou Kidarites) envahissent le Royaume Kushano-Sassanide[1]. Le roi de Perse Shapur II lutte contre eux en 356-358, et ils semblent accepter sa suzeraineté. Ils participent avec les Alains à la prise d'Amida en 359[2].
  - les Ostrogoths fondent un empire à l’est du Dniepr[3].
  - le royaume d'Aksoum détruit le royaume de Méroé, la Nubie sur le Nil[3].

- 350-353 : usurpation de Magnence[4].
- 351 : l'usurpateur Magnence est battu par l'empereur Constance II à la bataille de Mursa en Pannonie[5].
- 351-352 : révolte juive en Galilée, durement réprimée[6].
- 352-358 : incursions des Alamans et des Francs en Gaule[7].
- 353-357 : persécution des païens dans l'Empire romain[8].
- Vers 355 : après la mort de l'évêque schismatique de Casae Nigrae en Numidie Donat (en Gaule ou en Espagne), son successeur Parmenianus poursuit son combat en Afrique contre l’Église officielle. Il lutte aux côtés du prince berbère Firmus qui s’est dressé contre l’autorité romaine, en particulier contre le comte d’Afrique Romanus. La Maurétanie entre en dissidence et Firmus occupe Caesarea et Icosium (Alger)[9].
- 357 : victoire de Julien sur les Alamans à la bataille d'Argentoratum (Strasbourg)[10].
- 357-359 : 
  - triomphe de l’Arianisme aux conciles de Sirmium (357-359) et de Rimini (359)[11].
  - campagnes sur le Danube de Constance II[10].
- 358 : Hillel II, patriarche du sanhédrin, réforme le calendrier hébraïque[12].

## Personnages significatifs
- Athanase d'Alexandrie
- Claudius Silvanus
- Constantius Gallus
- Constantin II (empereur romain)
- Fú Jiān
- Hilaire de Poitiers
- Julien (empereur romain)
- Libère
- Magnence